# Глухониколаевское сельское поселение
Глухониколаевское се́льское поселе́ние — муниципальное образование в Нижнеомском районе Омской области Российской Федерации.
Административный центр — село Глухониколаевка.

## История
Статус и границы сельского поселения установлены Законом Омской области от 30 июля 2004 года № 548-ОЗ «О границах и статусе муниципальных образований Омской области».

## Население
| 2010 | 2011 | 2012 | 2013 | 2014 | 2015 | 2016 |
| ---- | ---- | ---- | ---- | ---- | ---- | ---- |
| 748  | ↘745 | ↗762 | ↘743 | ↘718 | ↘685 | ↘672 |
| 2017 | 2018 | 2019 | 2020 | 2021 | 2023 |      |
| ↘657 | ↘633 | ↗641 | ↘615 | ↘595 | ↘567 |      |

## Состав сельского поселения
| № | Населённый пункт | Тип населённого пункта       | Население |
| - | ---------------- | ---------------------------- | --------- |
| 1 | Глухониколаевка  | село, административный центр | 550       |
| 2 | Измайловка       | деревня                      | 65        |
| 3 | Локти            | деревня                      | 133       |